# Baškovce
Baškovce es un municipio del distrito de Sobrance en la región de Košice, Eslovaquia, con una población estimada, a finales del año 2024, de 215 habitantes.
Se encuentra ubicado al noreste de la región, en la cuenca hidrográfica del río Bodrog (afluente derecho del Tisza) y cerca de la frontera con la región de Prešov y Ucrania.

## Demografía
| Año        | 1994 | 2004    | 2014    | 2024     |
| ---------- | ---- | ------- | ------- | -------- |
| Población  | 269  | 261     | 253     | 215      |
| Diferencia |      | −2,97 % | −3,06 % | −15,01 % |

| Año        | 2023 | 2024    |
| ---------- | ---- | ------- |
| Población  | 224  | 215     |
| Diferencia |      | −4,01 % |